# پالیناکوز
پالیناکوز (انگلیسی: Palinacousis) نوعی درجازنی و تکرار غیرارادی شنوایی است که در آن، فرد علی‌رغم خاتمه یافتنِ صدا یا محرک صوتی، همچنان صدای مذکور را به‌طور تکرارشونده می‌شوند.
این اختلال با ضایعات لوب گیجگاهی در ارتباط است.